# 日本・インドネシア経済連携協定
日本・インドネシア経済連携協定（にほん・インドネシアけいざいれんけいきょうてい、英語: Agreement between Japan and the Republic of Indonesia for an Economic Partnership）とは、2008年に日本とインドネシアの間で締結された経済連携協定である。日本法においては国会承認を経た「条約」であり、日本政府による日本語の正式な題名・法令番号は「経済上の連携に関する日本国とインドネシア共和国との間の協定（平成20年条約第2号）」である。

## 署名・発効までの経緯
2002年1月14日の小泉首相のASEAN諸国訪問における政策演説において、「日・ASEAN包括的経済連携構想」を提案。
2002年6月24日の東京における日・インドネシア首脳会議の共同声明において、「日本及びインドネシアの間の二国間経済連携協定（EPA）の可能性を予備的に探求するよう、両政府の実務者に対し任務を与えるとの決定を行った。」とされた。
2003年9月8日に、日・インドネシア経済連携に関する第1回予備協議が東京において開催された。
2003年12月19日に、日・インドネシア経済連携に関する第2回予備協議がジャカルタにおいて開催された。
2005年1月6日に、町村外務大臣とカッラ副大統領は、日インドネシア経済連携に係る共同検討グループの会合を4月までに3回開催し、両国間のEPA交渉の立ち上げの是非等につき結論を出すことで意見の一致をみた。
2005年1月31日及び2月1日に、日・インドネシア経済連携共同検討グループ会合第1回会合がジャカルタにおいて開催された。
2005年3月4日及び5日に、日・インドネシア経済連携共同検討グループ会合第2回会合がインドネシアのバリにおいて開催された。
2005年4月11日及び12日に、日・インドネシア経済連携共同検討グループ会合第3回会合が東京において開催され、両国首脳への交渉をできるだけ早期に開始するとともに、合理的な期間内で交渉を終結すべきであるという提言を含む報告書が作成された。
2005年6月2日、小泉首相及びインドネシアのスシロ・バンバン・ユドヨノ大統領とが、東京における日・インドネシア首脳会談において、「日・インドネシア経済連携協定交渉の開始に関する共同発表」が発出され、二国間の経済連携協定の交渉立ち上げに合意した。
2005年7月14日及び15日の日程でジャカルタにおいて、日本・インドネシア経済連携協定（EPA）交渉の第1回会合が開催され、日本とインドネシアとのEPA交渉が開始された。
2005年10月11日から13日までの日程で東京において、日本・インドネシア経済連携協定（EPA）交渉の第2回会合が開催された。
2006年2月9日から14日までの日程でジャカルタにおいて、日本・インドネシア経済連携協定（EPA）交渉の第3回会合が開催された。
2006年4月17日から21日までの日程で東京において、日本・インドネシア経済連携協定（EPA）交渉の第4回会合が開催された。
2006年8月2日から5日までの日程でインドネシアにおいて、日本・インドネシア経済連携協定（EPA）交渉の第5回会合が開催された。
2006年10月10日から13日までの日程で東京において、日本・インドネシア経済連携協定（EPA）交渉の第6回会合が開催された。
2006年11月28日、安倍首相とインドネシアのスシロ・バンバン・ユドヨノ大統領とが東京での日・インドネシア首脳会談の際、日インドネシア経済連携協定の主要点について大筋合意に達したことを共同で発表した。
2007年6月21日から22日までの日程で東京において、日本・インドネシア経済連携協定（EPA）交渉の第7回会合が開催され、一部の論点を除き作業が実質的に終了したことを双方で確認した。
2007年8月20日、安倍首相とインドネシアのスシロ・バンバン・ユドヨノ大統領とがジャカルタにおける日・インドネシア首脳会談の後、経済連携協定に署名した。日本のEPAとしてはタイに続いて6カ国目。
日本における国内手続として、2007年12月11日に、協定の締結承認案件が閣議決定され、同日第168回国会において衆議院へ提出された。国内法の改正については、外務省は条約の説明書において、「必要としない」としている。
第168回国会においては、協定の締結承認案件は議決にいたらず、衆議院において、継続審査になった。第169回国会において協定の締結承認案件は、第168回国会に引き続き外務委員会に付託され、2008年4月16日に委員会で、4月17日に衆議院本会議で可決され、参議院に送られた。賛成会派は、「自由民主党、民主党、公明党、国民新党」、反対会派は「日本共産党; 社会民主党・市民連合」であった。
参議院において、協定の締結承認案件は、外交防衛委員会に付託され、協定は、2008年5月16日に委員会で、5月17日に参議院本会議で可決され、国会の承認がされた。賛成会派は、「民主党・新緑風会・国民新・日本; 自由民主党・無所属の会; 公明党」、反対会派は「日本共産党; 日本共産党;社会民主党・護憲連合」であった。
2008年6月1日、両国の国内手続の終了を受け、東京において、経済上の連携に関する我が国とインドネシア共和国との間の協定（日本・インドネシア経済連携協定）の効力の発生に関する外交上の公文の交換がされた。
発効は 2008年7月1日。

## 概要
日本は、農林水産品については、熱帯果実(生鮮バナナ(関税割当；年間1,000 t （10%, 20%→0% ）)生鮮パインアップル（900g未満）(関税割当；段階的に割当数量を増やし、５年目
には、年間300 t （17%→0% ）),林産物（合板を除く）の即時関税撤廃（0～6%→0%）、えび、えび調製品の即時関税撤廃（1～5.3%→0%）、ソルビトール（菓子、佃煮等に使う甘味料）（関税割当；年間25,000 t (枠内税率 3.4%）、・枠外税率の削減(７年間で17%→12%））。
日本は、3000cc超乗用車（45, 60%）（2012年までに関税撤廃）「、その他完成車（含バス・トラック） （5-60%） （大部分は2016年までに5%以下に関税撤廃/削減）、自動車部品（0-60%）（大部分は2012年までに関税撤廃）などを獲得している。

## 改正議定書
2023年12月16日、日・インドネシア経済連携協定改正議定書が大筋合意となった。改正議定書の主な内容は、インドネシアの自動車及び鉄鋼・鉄鋼製品計19品目の関税撤廃・引下げ、サービス貿易における倉庫業・不動産業等の市場アクセスの改善等、日本側の114品目の農水産品等の関税撤廃・引下げ等であり、ルール面では、電子商取引章の導入（情報越境移転の制限禁止、コンピュータ関連設備の設置要求の禁止、ソースコード開示要求の禁止等）、知的財産（特許の外国語書面出願における翻訳文訂正機会の確保、地理的表示(GI)関連規定の新設（酒類、農産品等）、国境措置の強化等）での改善等である。
2024年8月8日、経済上の連携に関する日本国とインドネシア共和国との間の協定を改正する議定書が、日本の上川陽子外務大臣とインドネシア共和国のズルキフリ・ハッサン・商業大臣との間で署名された。テレビ会議方式で行われ、協定上は東京及びジャカルタで署名と記載された。